# 拉凯莱·圣朱利亚诺
拉凯莱·圣朱利亚诺（義大利語：Rachele Sangiuliano，1981年6月23日—），意大利前女子排球运动员。她曾代表意大利国家队参加德国举办的2002年世界女子排球锦标赛并获得冠军。